# Jonathan Tavernari
Jonathan Peter Guimarães Tavernari (São Bernardo do Campo, 18 giugno 1987) è un ex cestista brasiliano con cittadinanza italiana.
È il figlio di Thelma de Nazareth Pina Guimarães, ex cestista e allenatrice brasiliana.

## Carriera
Uscito dal college, firma un contratto con l'Angelico Biella per la stagione di A2 2010/11, ma per via di problemi burocratici relativi all'ottenimento del passaporto non poté disputare alcuna partita. Nelle stagioni successive rimane sempre in A2, prima ancora a Biella, poi trasferendosi di volta in volta a Pistoia, Scafati e, dopo un intermezzo in Brasile, Tortona, Agropoli e Siena (2016-17).
Viene ingaggiato, per via della sua esperienza, dalla Dinamo Sassari per l'annata 2017-18. Inizialmente, egli trova poco spazio nelle rotazioni bianco-blu, subentrando pochi minuti in altrettanto poche partite.
A metà stagione, tuttavia, complici sia le difficoltà in termini di risultati della squadra sia il taglio di Levi Randolph, Tavernari ottiene un minutaggio maggiore che sfrutta alla perfezione andando varie volte in doppia cifra grazie a percentuali di rilievo da oltre l'arco (concluderà la stagione col 50% netto).
Viene utilizzato anche in Basketball Champions League: nonostante egli dia un contributo di rilievo in varie gare (si pensi ai 12 punti tutti su triple contro Murcia), la Dinamo non supera la fase ai gironi.
Viene ingaggiato da Cantù per la stagione 2018-19.
Il 29 novembre 2018 rescinde il proprio accordo con la Pallacanestro Cantù per firmare con Scafati Basket.